# Aleec Harris
Aleec Harris (Atlanta, 31 ottobre 1990) è un ostacolista statunitense, specializzato nei 110 metri ostacoli.

## Biografia
Nato in Georgia, Harris è stato campione regionale durante gli anni scolastici. Dopo aver gareggiato con le squadre del Barton Community College e dell'University of Southern California gareggiando nei campionati NCAA, Harris si è laureato campione nazionale dei 60 metri ostacoli indoor nel 2015.
Nel medesimo anno, Harris - nonostante sia arrivato quarto alle qualificazioni nazionali per i Mondiali 2015 - grazie al pass automatico di partecipazione del campione uscente David Oliver, prende parte alla sua prima competizioni internazionale concludendo la gara in semifinale. Oltre ad essersi presentato nuovamente nel 2017 ai Mondiali di Londra, Harris ha vinto nel 2018 una medaglia d'argento in Canada ai Campionati NACAC, alle spalle del giamaicano Hansle Parchment.

## Palmarès
| Anno | Manifestazione   | Sede    | Evento   | Risultato  | Prestazione | Note |
| ---- | ---------------- | ------- | -------- | ---------- | ----------- | ---- |
| 2015 | Mondiali         | Pechino | 110 m hs | Semifinale | 13"29       |      |
| 2017 | Mondiali         | Londra  | 110 m hs | Semifinale | 13"40       |      |
| 2018 | Campionati NACAC | Toronto | 110 m hs | Argento    | 13"49       |      |